# Platja de San Pedro de Antromero
La Platja de San Pedro de Antromero, en la localitat de Antromero, parròquia de Bocines, concejo de Gozón, és una platja de la costa central que no presenta protecció mediambiental de cap tipus.

## Descripció
Platja presenta forma de petxina i un gran valor geològic, que a més es veu enriquit per la presència en ella de restes fòssils de petjades de dinosaures.
Poden veure's en els penya-segats de la platja estrats del cretàcic (a la zona oest), amb molts fòssils de gastròpodes i ostreidos (semblants a ostres); i del carbonífer, que se situen a la zona occidental de la platja i que presenten orbitolinas. Una curiositat geològica que té aquesta platja és que és una gran plataforma d'abrasió en flysch. Entre els afloraments rocosos i pedres diverses es poden veure fòssils de bioturbacions. En la part central-oriental dels penya-segats es veuen estrats del carbonífer, la majoria amb restes vegetals.
Quant a serveis disposa de senyalització de perill i d'equip d'auxili i salvament, aquest últim només en època estival. També hi ha dutxes, papereres i servei de neteja, encara que manca de qualsevol altre equipament.